# 1997 EQ25
1997 EQ25 är en asteroid i huvudbältet som upptäcktes den 5 mars 1997 av den japanska astronomen Takeshi Urata vid Nihondaira-observatoriet.
Asteroiden har en diameter på ungefär 9 kilometer.